# 野菊の墓文学碑

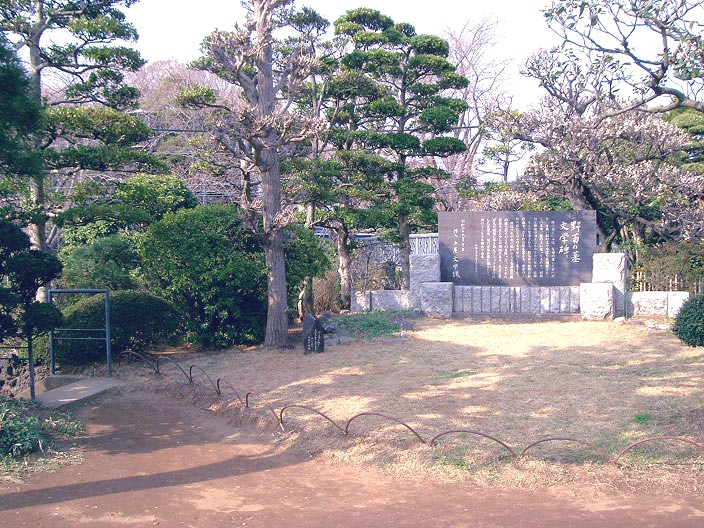
野菊の墓文学碑

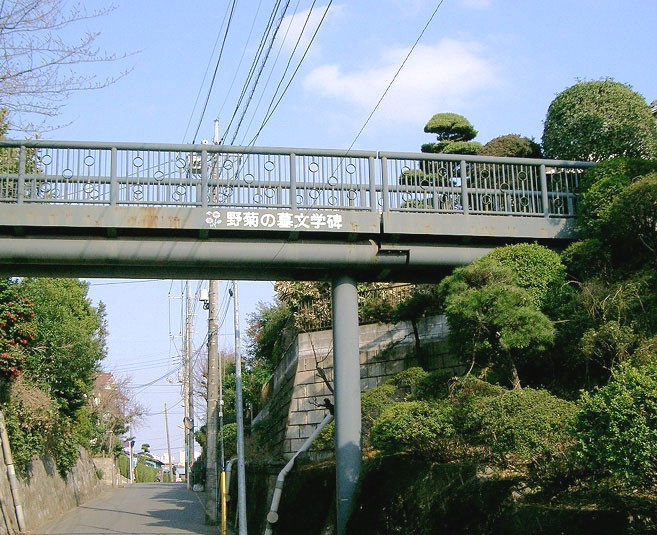
野菊の墓文学碑前の歩道橋

野菊の墓文学碑（のぎくのはかぶんがくひ）は、小説家・伊藤左千夫の作品「野菊の墓」の舞台となった千葉県松戸市にある記念碑である。1965年（昭和40年）5月に完成した。
作品内容は、明治時代の矢切地域の農村・田園風景を舞台にした悲恋物語である。
この文学碑は、左千夫の門人である土屋文明の筆になるものであり、小説「野菊の墓」の一節が刻まれている。

## 所在地・交通
- 千葉県松戸市下矢切261[2]
- JR常磐線、京成松戸線松戸駅西口から京成バス市川線[松11]市川駅行きに乗車、「下矢切」下車、徒歩5分
- 北総線矢切駅より徒歩10分[2]